# جامعة بورسعيد
جامعة بورسعيد هي إحدى الجامعات الحكومية المصرية، انشئت الجامعة بقرار رئيس الجمهورية يوم 24/2/2010 بتحويل فرع جامعة قناة السويس بمدينة بورسعيد إلى جامعة مستقلة. تضم الجامعة إثنى عشرة كلية ما بين نظرية وعلمية، وتخضع جامعة بورسعيد مثل معظم باقي الجامعات المصرية لإشراف المجلس الأعلى للجامعات، وهو جهاز حكومي يقوم برسم السياسة العامة للتعليم بالجامعات المصرية.

## نبذة تاريخية
يرجع تاريخ إنشاء أولى كليات جامعة بورسعيد إلى عام 1975 حيث نشأت كلية الهندسة في هذا العام بمدينة بورسعيد ولكنها كانت تابعه لجامعة حلوان وسرعان ما انتقلت تبعيتها بعد ذلك إلى جامعة قناة السويس بعد نشأة الجامعة عام 1976، ثم ما لبثت ان توسعت جامعة قناة السويس ببورسعيد من خلال إنشاء المزيد من الكليات بالمدينة ليتقرر تحويل جامعة قناة السويس إلى فرع مستقل عام 1998، ومع الاستمرار في زيادة الكليات إلى تسعة مؤسسات تعليمية صدر القرار الجمهوري بجمع شتات هذه الكليات تحت لواء جامعة بورسعيد لتصبح جامعة حكومية مستقلة جديدة تضاف إلى باقي الجامعات المصرية، وتكون جامعة بورسعيد هي الجامعة التي ولدت ولها تاريخ يفوق عمر قرار انشائها.

## كليات ومعاهد جامعة بورسعيد
- كلية الهندسة
- كلية التجارة
- كلية التربية الرياضية
- كلية التربية
- كلية التربية النوعية
- كلية التمريض
- كلية العلوم
- كلية الآداب
- كلية رياض الأطفال
- كلية تكنولوجيا الإدارة ونظم المعلومات
- كلية الطب نسخة محفوظة 29 مايو 2024 على موقع واي باك مشين.
- كلية الصيدلة
- كلية الحقوق
- كلية العلاج الطبيعي

## وصلات خارجية
- الموقع الرسمي لجامعة بورسعيد
- المجلس الأعلى للجامعات
- وزارة التعليم العالي نسخة محفوظة 14 أغسطس 2012 على موقع واي باك مشين.
- شبكة الجامعات المصرية نسخة محفوظة 15 مايو 2006 على موقع واي باك مشين.